# New Hampshire
New Hampshire (wym. /nuːˈhæmpʃɚ/ⓘ) – stan w północno-wschodniej części Stanów Zjednoczonych, położony nad Oceanem Atlantyckim, w regionie Nowej Anglii. Stolicą stanu jest Concord.
3 lutego 2023 w New Hampshire odnotowano najniższą w historii Ameryki Północnej temperaturę odczuwalną –77 °C.

## Geografia
New Hampshire graniczy z trzema stanami Nowej Anglii (Maine, Vermont i Massachusetts), oraz od północy z kanadyjską prowincją Quebec. Stan rozciąga się od rzeki Connecticut na jego zachodniej granicy, poprzez dolinę rzeki Merrimack, na wschód do Maine i na południe od Kanady do Massachusetts.
Większość powierzchni stanu jest wyżynno-górzysta. W jego środkowej części znajdują się Góry Białe, należące do Appalachów. 81% obszaru stanu pokrywają lasy, co daje New Hampshire drugi co do wielkości obszar zalesionych gruntów wśród stanów USA. Więcej ma tylko sąsiednie Maine.
New Hampshire ma tylko 29 km wybrzeża Oceanu Atlantyckiego, z pojedynczym portem głębinowym. Populacja stanu koncentruje się głównie w dolinach rzek i wzdłuż wybrzeża.
Największym jeziorem jest Winnipesaukee.

### Miasta
Na terenie stanu New Hampshire znajduje się 13 miast (city), w tym jedno o liczbie ludności przekraczającej 100 000, a 11 powyżej 10 000 mieszkańców (2022 r.). Lista:
- Manchester (115 141)
- Nashua (91 161)
- Concord (44 503)
- Dover (33 416)
- Rochester (33 169)
- Keene (22 774)
- Portsmouth (22 713)
- Laconia (17 086)
- Lebanon (15 044)
- Claremont (13 149)
- Somersworth (12 159)
- Berlin (9518)
- Franklin (8831)

## Demografia
Spis ludności z roku 2010 stwierdza, że stan New Hampshire liczy 1 316 470 mieszkańców, co oznacza wzrost o 80 684 (6,5%) w porównaniu z poprzednim spisem z roku 2000. Dzieci poniżej piątego roku życia stanowią 4,8% populacji, 19,3% mieszkańców nie ukończyło jeszcze osiemnastego roku życia, a 17,6% to osoby mające 65 i więcej lat. 50,5% ludności stanu stanowią kobiety.

### Język
Najpowszechniej używanymi językami są:
- język angielski – 91,95%,
- język hiszpański – 2,17%,
- język francuski – 2,14%.

### Rasy i pochodzenie
Według spisu z 2010 roku, 93,6% mieszkańców stanowili Biali (90,5% nie licząc Latynosów), 2,8% to Azjaci, 1,7% deklarowało przynależność do dwóch lub więcej ras, 1,6% to Czarni lub Afroamerykanie, 0,3% to Rdzenni Amerykanie. Latynosi stanowią 3,7% ludności stanu.
Największe grupy stanowią osoby pochodzenia francuskiego (22,1%), irlandzkiego (21,0%), angielskiego (16,1%), włoskiego (10,1%), niemieckiego (9,2%) i szkockiego (5,4%). Obecne są także duże grupy (ponad 10 tys.) osób pochodzenia polskiego (55,7 tys.), „amerykańskiego”, szwedzkiego, portugalskiego, greckiego, holenderskiego, portorykańskiego, norweskiego, rosyjskiego, walijskiego i hinduskiego.

### Religia
Dane z 2014 r.:
- chrześcijanie – 59%:
  - protestanci – 30% (głównie: kalwini, baptyści, bezdenominacyjni, metodyści, anglikanie, zielonoświątkowcy, luteranie, uświęceniowcy i campbellici),
  - katolicy – 26%,
  - pozostali – 3% (w tym: mormoni, prawosławni i świadkowie Jehowy)
- brak religii – 36% (w tym: 7% agnostycy i 6% ateiści),
- pozostałe religie – 5% (w tym: żydzi, unitarianie uniwersaliści, muzułmanie, bahaiści, buddyści i hinduiści[10]).

## Historia
Tereny, które stały się późniejszą Prowincją New Hampshire, zostały nadane przez Radę Nowej Anglii kapitanowi Johnowi Masonowi w 1623 roku. Początkowo założono na nich kilka osad, które później wspólnie utworzyły Upper Plantation of New Hampshire, przekształconą w 1680 roku w prowincję królewską.
Ten mały stan odgrywa co 4 lata dużą rolę w amerykańskim życiu politycznym. W stanie mają miejsce jedne z pierwszych prawyborów w procesie wybierania kandydata na prezydenta przez główne amerykańskie partie polityczne.

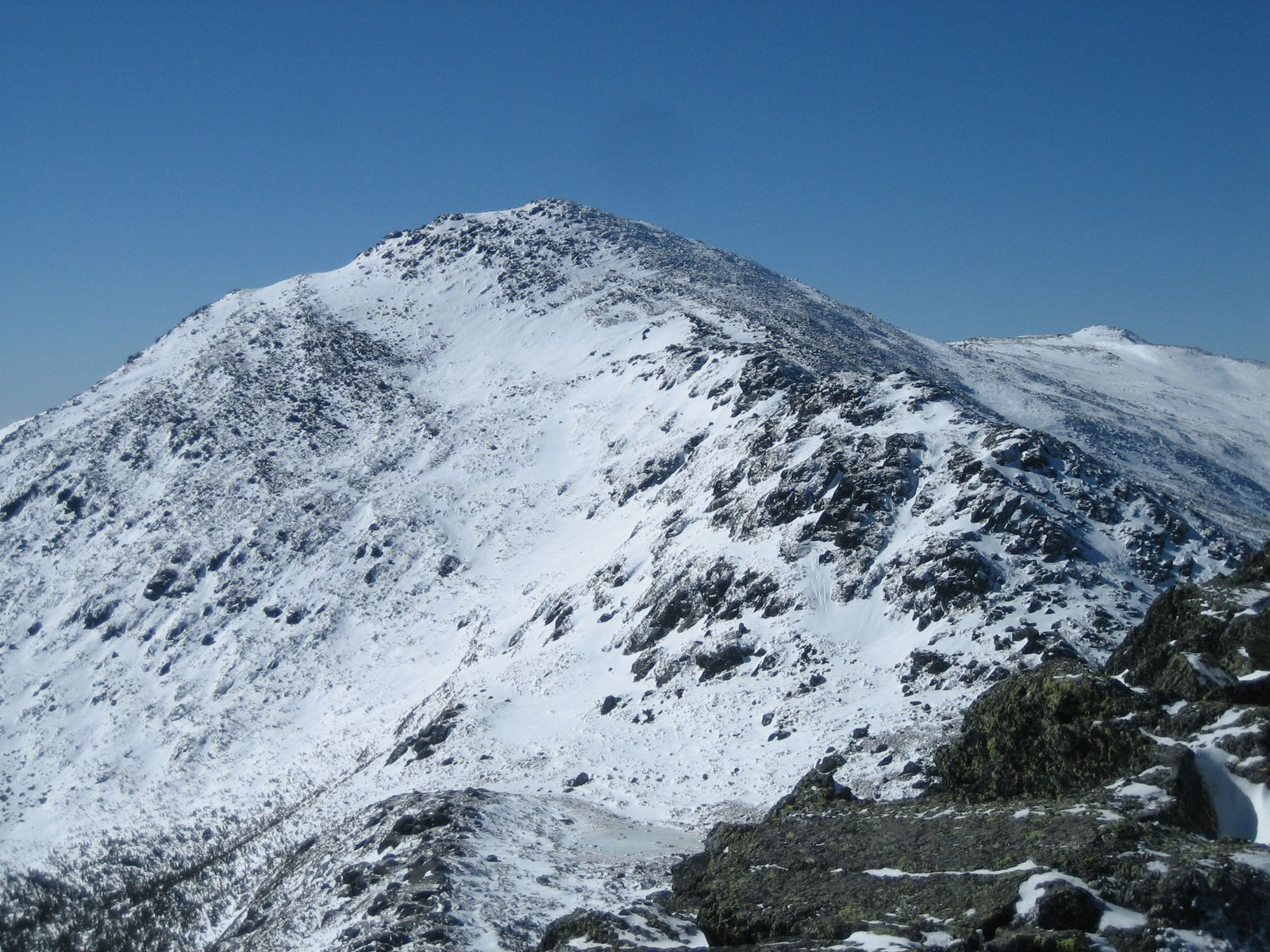
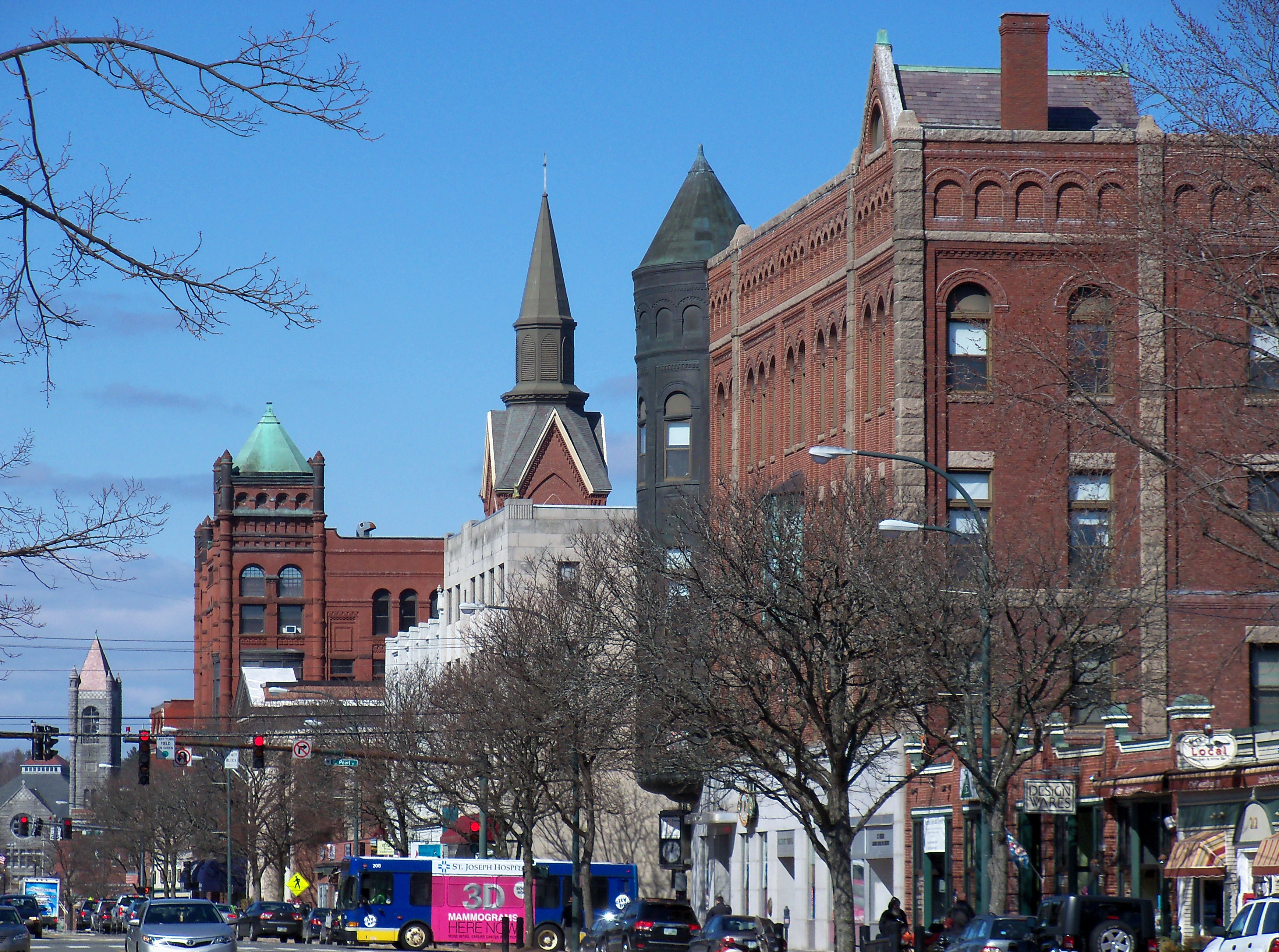
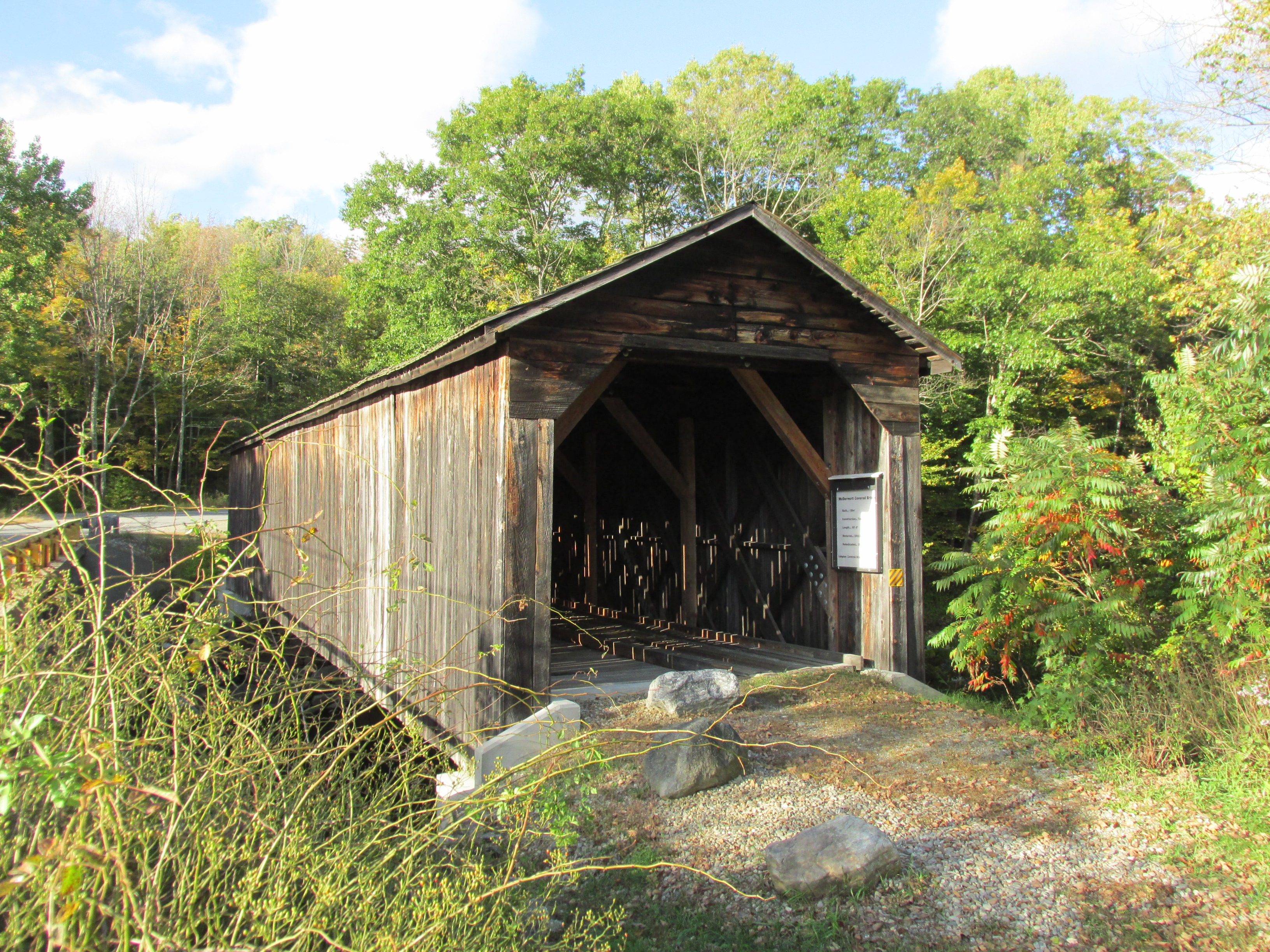

## Podział administracyjny
Stan podzielony jest na 10 hrabstw. Największym pod względem powierzchni hrabstwem jest hrabstwo Coös, najmniejszym – Strafford.